# Tiram
Tiram is een bestuurslaag in het regentschap Bangka Selatan van de provincie Bangka-Belitung, Indonesië. Tiram telt 1667 inwoners (volkstelling 2010).